# Mauricio Antón

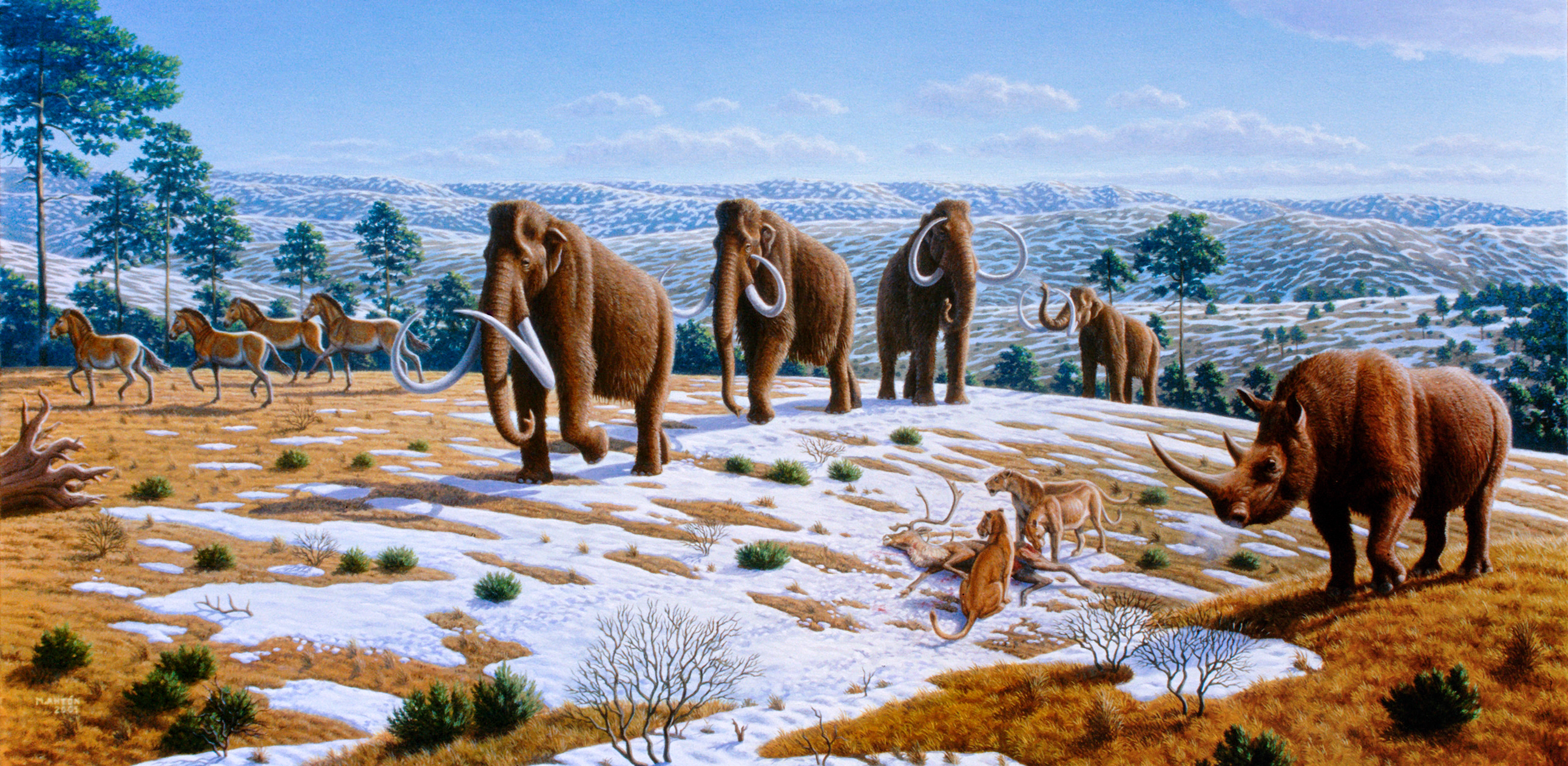
Severní Španělsko během doby ledové (2008)

Mauricio Antón Ortuzar (* 1961 Bilbao, Španělsko) je umělec a ilustrátor specializující se na vědecké rekonstrukce pravěkých zvířat, hominidů a přírodních scenérií (paleoart). Zaměřuje se především na velké kočkovité šelmy, zvláště na šavlozubce. Jeho díla je možno nalézt v mnoha knihách, vědeckých článcích, soukromých sbírkách a muzeích. V současnosti spolupracuje především s Museo Nacional de Ciencias Naturales v Madridu.

## Publikace

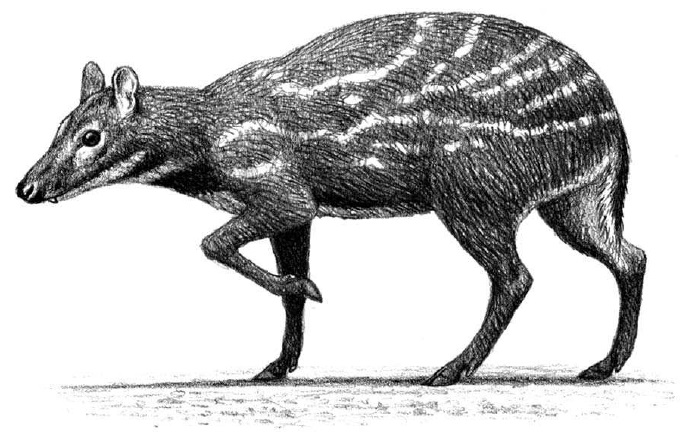
Rekonstrukce rodu Dorcatherium, 2010

- Antón, Mauricio (2013). Sabertooth. Indiana University Press, Bloomington 2013.
- Antón, Mauricio (2007). El secreto de los fósiles. Aguilar.
- Antón, Mauricio; Jorge Morales (2009). Madrid antes del hombre. Coordinadores. Comunidad de Madrid, 2009.
- Agustí, Jordi; Antón, Mauricio (1997). Memoria de la Tierra. Vertebrados fósiles de la Península Ibérica. Ediciones del Serbal.
- Agustí, Jordi ; Antón, Mauricio (2011). La Gran Migración. Crítica, Barcelona, 2011.
- Agustí, Jordi; Antón, Mauricio (2002). Mammoths, sabertooths and hominids. 65 million years of mammalian evolution in Europe. Columbia University Press.
- Turner, Alan; Antón, Mauricio (2004). Evolving Eden. An illustrated guide to the evolution of the african large mammal fauna, Columbia University Press.
- Turner, Alan; Antón, Mauricio (2004). The National Geographic book of prehistoric mammals. National Geographic.
- Turner, Alan; Antón, Mauricio (1997). The big cats and their fossil relatives. An illustrated guide to their evolution and natural history. Columbia University Press.
- Wang, Xiaoming; Tedford, Richard; Anton, Mauricio (2008). Dogs, their fossil relatives and evolutionary history. Columbia University Press New York 2008.